# イヴァン・フェセンコ
イヴァン・フェセンコ（Ivan Fesenko）は、数論および現代数学での他分野との（数論の）相互作用を研究している、ロシアの数学者である。ZEN大学知能情報社会学部教授。

## 略歴
イヴァン・フェセンコは1992年にサンクトペテルブルク数学会賞を受賞 。1995年以降はノッティンガム大学で純粋数学の教授を務める。
彼は類体論やその一般化など数論の複数分野で貢献したほか、純粋数学における様々な関連部門でも同様に功績を残している。
2015年以降、彼はノッティンガム＝オックスフォード＝EPSRC助成金プログラム「Symmetries and Correspondences」の主任研究員である。

2025年に開学したZEN大学にて知能情報社会学部の教授に就任した。

## 主要な研究成果
フェセンコは局所体と高次局所体  での一般化されたヒルベルト記号の明示的公式、高次類体論、ｐ-類体論、数論的非可換局所類体論に貢献した。
彼は局所体の教科書 および高次局所体の書籍を共著した。
フェセンコは高次のハール測度および様々な高次局所体とアデール対象の一体化を発見した 。彼は高次アデールのゼータ積分理論を展開することで、高次元におけるゼータ函数研究の先駆けとなった。これらの積分は高次ハール測度と高次類体論からの対象を用いて定義される。フェセンコは、岩澤・テイト理論を1次元大域体から、大域体を超えた楕円曲線の固有正規モデルなどの2次元数論的平面へと一般化した。彼の理論はさらに3つの進展をもたらした。
1つ目の進展は、大域体を超えた楕円曲線固有正規モデルのハッセ・ゼータ函数での関数方程式（函数等式）および有理型連続性の研究である。フェセンコはこの研究で、数論的ゼータ函数と無限での指数関数的成長に満たない実直線上における滑らかな関数空間の平均周期要素との間にある新たな平均周期対応の導入に至った。この対応はラングランズ対応のより弱いバージョンと見なすことができ、そこではL函数がゼータ函数に置き換えられ、保形性は平均周期に置き換えられる。この研究成果は、後の鈴木正俊とギョーム・リコッタ(Guillaume Ricotta)との共同研究に続くものとなった。
2番目の進展は一般化されたリーマン予想への応用であり、それはこの高次理論において境界関数での小さな導関数の正値特性および境界関数のラプラス変換でのスペクトルの性質に還元されている
。
3番目の進展は、大域体を超えた楕円曲線の数論的ランクと解析ランクの間に関連した高次アデールの研究で、これは楕円曲面のゼータ函数についてのバーチ・スウィンナートン＝ダイアー予想の中に予想形式で記述されているものである。この新しい手法はFIT理論、2つのアデール構造（幾何学加法的アデール構造と数論乗法的アデール構造）およびそれらの間にある高次類体論によって動機づけられた相互作用、を利用したものである。これら2つのアデール構造は、望月新一の宇宙際タイヒミュラー理論における2つの対称性に若干の類似がある。
彼の功績には、類体論解析とそれらの主要な一般化が含まれている。また無限分岐理論の研究にて、フェセンコは捩率がない遺伝的ノッティンガム群での無限に閉じられた部分群を導入し、これがフェセンコ群と命名されることになった。

## 宇宙際タイヒミュラー理論への功績
フェセンコは、望月新一の宇宙際タイヒミュラー理論(Inter-universal Teichmüller theory、IUT)の研究を整頓するうえで積極的な役割を果たした。フェセンコは同研究のサーベイ論文及び一般論説の著者であり、数学界の難問ABC予想を証明できたとする望月の論文（2012年）に関して「証明内容に誤りは無い」と後押しする主張を行った数学者の1人である。フェセンコは、IUTに関する（同理論を理解したいと考える数学者に向けて内容を説明する）2つの国際ワークショップを共同開催した。